# Erroll Fraser
Erroll Canute Fraser (New York, 30 juli 1950 - Ginger Island, 24 december 2002) was een langebaanschaatser uit de Britse Maagdeneilanden, hij is anno 2012 de enige, officieel geregistreerde, langebaanschaatser afkomstig uit dat land.
Fraser nam deel aan de Olympische Winterspelen van 1984 in Sarajevo, hij werd daarbij veertigste op de 500 meter en eindigde als tweeënveertigste op de 1000 meter. Dit was de eerste deelname van de Britse Maagdeneilanden aan de Winterspelen. Naar horen zeggen is Fraser tevens de enige zwarte langebaanschaatser die deelnam aan de Olympische Winterspelen in de twintigste eeuw. De eerste zwarte langebaanschaatser die een Olympische medaille won was Shani Davis in 2006.

## Persoonlijke records
| Afstand    | Tijd    | Datum            | Baan   |
| ---------- | ------- | ---------------- | ------ |
| 500 meter  | 0 41,38 | 1 maart 1975     | Inzell |
| 1000 meter | 1.27,94 | 2 februari 1975  | Inzell |
| 1500 meter | 2.19,44 | 21 februari 1974 | Inzell |
| 3000 meter | 5.37,09 | 5 maart 1987     | Inzell |

## Resultaten
| Jaar | Olympische Spelen  |
| ---- | ------------------ |
| 1984 | 40e 500m 42e 1000m |